# Барберо, Серджо
Се́рджо Барбе́ро (итал. Sergio Barbero; род. 17 января 1969, Сала-Бьеллезе, Пьемонт) — итальянский шоссейный велогонщик, выступавший на профессиональном уровне в период 1993—2007 годов. Многократный участник гранд-туров «Джиро д’Италия», «Тур де Франс» и «Вуэльта Испании», победитель гонок «Джиро ди Тоскана», «Тре Валли Варезине», «Джиро дель Лацио», «Кубок Японии» (трижды), «Кубок Бернокки» и др.

## Биография
Серджо Барберо родился 17 января 1969 года в коммуне Сала-Биеллезе провинции Биелла, Италия.
В 1991—1992 годах выступал в шоссейном велоспорте на любительском уровне, выиграв несколько небольших региональных гонок.
Дебютировал среди профессионалов в сезоне 1993 года, подписав контракт с командой Navigare-Blue Storm. В её составе в 1994 году в первый и единственный раз принял участие в «Вуэльте Испании», но не смог преодолеть здесь все этапы и не показал никакого результата.
В 1995 году перешёл в команду Carrera, впервые выступил в супервеломногодневках «Тур де Франс» и «Джиро д’Италия», в первом случае сошёл с дистанции после шестнадцатого этапа, во втором случае занял в генеральной классификации 75 место.
В 1997 году в составе Mercatone Uno одержал победу на «Джиро ди Тоскана», проехал многодневную гонку «Джиро ди Апулия», выиграв один из этапов и став вторым в генеральной классификации, показал второй результат на «Гран-при Плуэ» и «Джиро дель Эмилия». На «Джиро д’Италия» занял 43 место в генеральной классификации.
В 1998 году помимо прочего стартовал на «Тур де Франс», доехав до пятнадцатого этапа.
В 1999 году победил на «Тре Валли Варезине», «Джиро дель Лацио» и «Кубке Японии». Также финишировал вторым на «Чемпионате Цюриха» и «Кубке Плаччи», третьим на «Джиро дель Пьемонте». В третий раз участвовал в «Тур де Франс».
Начиная с 2000 года представлял команду Lampre. В дебютном сезоне в новом коллективе отметился победой на Gran Premio Industria e Commercio di Prato, стал вторым на «Джиро дель Трентино», «Джиро дель Лацио», «Джиро ди Тоскана», «Гран-при Индустрия и Артиджанато ди Ларчано», показал третий результат на «Кубке Сабатини». При этом на «Джиро д’Италия» занял в генеральной классификации 73 место.
В 2001 году финишировал вторым на «Трофи Панталика», стартовал на «Джиро д’Италия», доехав до двенадцатого этапа. На «Туре Романдии» был уличён в использовании запрещённого вещества эритропоэтина и дисквалифицирован сроком на шесть месяцев.
В 2002 году вновь выиграл «Кубок Японии», занял 66 место в общем зачёте «Джиро д’Италия».
В 2003 году в третий раз победил на «Кубке Японии», по количеству побед на этих соревнованиях сравнялся со своим соотечественником Клаудио Кьяппуччи. Также выиграл «Кубок Бернокки», стал третьим на «Джиро дель Фриули», занял 59 место в генерале «Джиро д’Италия».
В 2004 году одержал победу на первом этапе «Тура Лангкави» (командная гонка с раздельным стартом).
Сезон 2005 года провёл в проконтинентальной команде Naturino-Sapore di Mare.
В 2006 году в составе Selle Italia-Serramenti Diquigiovanni в восьмой раз принимал участие в гранд-туре «Джиро д’Италия» — сошёл с дистанции в ходе восемнадцатого этапа.
Завершил карьеру профессионального шоссейного велогонщика по окончании сезона 2007 года.